# Alessandro Ciceri (Sportschütze)
Alessandro Camillo Ciceri (* 10. Februar 1932 in Sorico; † 5. September 1990 in Monza) war ein italienischer Sportschütze.

## Erfolge
Alessandro Ciceri nahm an den Olympischen Spielen 1956 in Melbourne im Trap teil. Er erzielte 188 Treffer und war damit punktgleich mit Nikolai Mogilewski und Juri Nikandrow. Im Stechen mit 25 Zielen verfehlte Ciceri eine Scheibe, da aber Mogilewski nur auf 23 Treffer kam und Nikandrow auf 22 Treffer, gewann Ciceri hinter Galliano Rossini und Adam Smelczyński die Bronzemedaille. Bei Weltmeisterschaften gewann er 1958 in Moskau mit der Mannschaft zunächst Silber, ehe im Jahr darauf mit ihr in Kairo der Titelgewinn gelang. Beide Male war auch Ciceris Bruder Daniele Teil der Mannschaft.